# Spermosporina ludwigiana
Spermosporina ludwigiana är en svampart som först beskrevs av Paul Sydow, och fick sitt nu gällande namn av U. Braun 1998. Spermosporina ludwigiana ingår i släktet Spermosporina och familjen Plectosphaerellaceae.   Inga underarter finns listade i Catalogue of Life.